# Fletcher Bowron

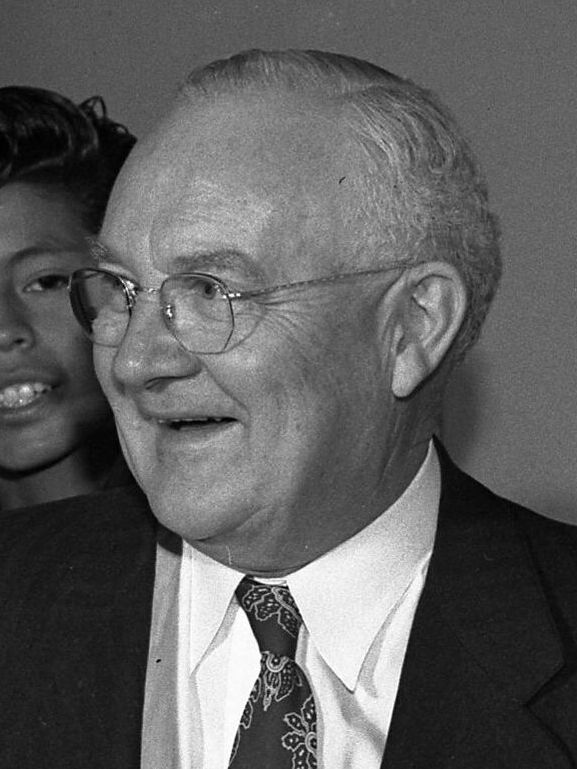
Fletcher Bowron (1953)

Fletcher Bowron (* 13. August 1887 in Poway, Kalifornien; † 11. September 1968 in Los Angeles, Kalifornien) war ein US-amerikanischer Politiker. Zwischen 1938 und 1953 war er Bürgermeister der Stadt Los Angeles.

## Werdegang
Fletcher Bowron besuchte die Los Angeles High School und war dann an der University of California in Berkeley eingeschrieben. Nach einem anschließenden Jurastudium an der University of Southern California und seiner 1917  erfolgten Zulassung als Rechtsanwalt begann er in diesem Beruf zu arbeiten. Zuvor war er für einige Zeit Zeitungsreporter gewesen. Während des Ersten Weltkrieges diente er in der United States Army, zunächst bei der Artillerie und dann beim Nachrichtendienst.
Zwischen 1923 und 1925 bekleidete er das Amt des Deputy State Corporations Commissioner. Anschließend gehörte er bis 1926 als Executive Secretary zum Stab von Gouverneur Friend Richardson. Von 1926 bis 1938 war er Richter am Superior Court des Staates Kalifornien. Seine politische Parteizugehörigkeit wird in den Quellen unterschiedlich angegeben. Die Angaben schwanken zwischen der Demokratischen und der Republikanischen Partei.
1938 wurde der Bürgermeister von Los Angeles, Frank L. Shaw, wegen Korruptionsvorwürfen vorzeitig aus dem Amt entfernt und eine Neuwahl angeordnet. Bowron war ein Gemeinschaftskandidat der Opposition gegen Shaw und wurde als solcher zum neuen Bürgermeister gewählt. Dieses Amt bekleidete er nach mehreren Wiederwahlen zwischen dem 26. September 1938 und dem 1. Juli 1953. Nach seinem Amtsantritt drängte er die unter seinem Vorgänger herrschende Korruption in der Stadt zurück. Unter anderem wurde der Polizeichef der Stadt, der ebenfalls als korrupt galt, abgesetzt. Er ging auch gegen die Prostitution und das Glücksspiel vor. Los Angeles war seit 1941 wie andere amerikanische Städte auch von den Ereignissen des Zweiten Weltkrieges betroffen. In dieser Zeit verteidigte Bowron die rechtlich umstrittene Internierung japanischstämmiger Amerikaner. 1943 gab es in Los Angeles erstmals Smog-Alarm. Während des Krieges profitierte die Stadt von der Rüstungsindustrie. Das führte zu einem Anwachsen der Bevölkerung. Nach dem Krieg musste dann die Infrastruktur diesen Veränderungen angepasst werden. Dabei wurde unter anderem das Straßennetz ausgebaut und die Wasserversorgung verbessert. Auch der internationale Flughafen wurde ausgebaut. Während seiner letzten Amtszeit wurde Fletcher Bowron zunehmend unbeliebter. Der Grund lag zum einen an Steuererhöhungen, die zum Ausbau der Infrastruktur zwar nötig waren, die Einwohner aber belasteten, und zum anderen an der doch langsam wieder zurückkehrenden Korruption bei der Polizei. Als Folge wurde der Bürgermeister 1953 nicht wiedergewählt.
Zwischen 1957 und 1962 war Fletcher Bowron erneut Richter am Superior Court. Er starb am 11. September 1968 bei einem Autounfall, den er als Fahrer durch einen Herzanfall auslöste.